# Élections législatives samoanes de 2011

Elections législatives de 2011

Des élections législatives se sont tenues aux Samoa le 4 mars 2011. La législature élue en 2006 étant arrivée au terme de son mandat de cinq ans, les quarante-neuf sièges du Fono (Parlement national monocaméral) devaient être renouvelés. Quarante-sept députés sont élus parmi des candidats matai, tenants d'un titre autochtone de chef de famille. Les deux autres députés sont, depuis une réforme récente, également des matai, mais élus par les 'électeurs individuels', principalement non-autochtones - c'est-à-dire des citoyens naturalisés, ou des descendants d'Européens et d'Asiatiques installés dans le pays pendant la période coloniale. Jusque lors, les non-autochtones pouvaient élire n'importe lesquels des leurs, sans devoir voter pour un matai ; cette possibilité a été abrogée pour l'élection de 2010. Les quarante-sept députés de la majeure partie de la population sont élus au suffrage universel dans six circonscriptions plurinominales à deux sièges, et trente-cinq circonscriptions uninominales ; les deux autres députés sont élus au suffrage universel dans une unique circonscription à deux sièges recouvrant la totalité du pays,,,.
Deux partis politiques s'affrontaient. Le Parti pour la protection des droits de l'Homme avait remporté toutes les élections depuis 1982. L'ensemble des formations d'opposition s'était unie en un parti Tautua Samoa, espérant mettre fin à ce monopole du parti dominant. Il y eut en tout quelque 160 candidats, dont plus d'une centaine représentant le PPDH (et se faisant concurrence au sein d'une même circonscription), plus de 40 représentant le parti Tautua, et une quinzaine environ de candidats sans étiquette. Dans la quasi-totalité des circonscriptions, les électeurs eurent ainsi le choix entre les deux partis. Néanmoins, dans trois circonscriptions, le candidat du parti Tautua se vit refuser l'inscription, ne bénéficiant pas du soutien du chef de son village, légalement requis pour tout candidat. Ceci inclut Tu‘ula Tuitui, le candidat qui devait se présenter dans la circonscription du premier ministre, Tuila'epa Sa'ilele Malielegaoi. Celui-ci allait donc être réélu député sans opposition,.

## Programmes
Le Parti pour la protection des droits de l'Homme promit de se concentrer sur la santé, l'éducation, l'agriculture, le développement des infrastructures, et le développement des énergies renouvelables, promettant aussi de faire des Samoa le « cœur sportif du Pacifique ». Lors d'un discours le 23 février, le premier ministre souligna la maturité de son parti, son expérience dans la gestion du pays. Il promit de poursuivre les politiques déjà mises en œuvre, et attira l'attention des électeurs sur ce qu'il appela les grandes réussites récentes de son gouvernement : l'élection du O le Ao O le Malo en 2007 ; le développement des infrastructures ; la croissance économique, et le développement des entreprises et du secteur privé ; un budget bien géré ; l'accueil des Jeux du Pacifique en 2007 ; l'obligation pour les voitures de rouler désormais à gauche (politique qui, en réalité, s'avéra extrêmement controversée, générant la plus grande manifestation d'opposition que le pays ait jamais connue) ; et les moyens déployés par le gouvernement en réponse au séisme et au tsunami de 2009. Pour l'avenir, il annonça un ensemble de mesures visant à améliorer la santé des Samoans, dont un accroissement du nombre de professionnels de la santé formés dans le pays ; plus d'hôpitaux ; l'obligation pour tous de visites médicales bisannuelles afin de dépister et prévenir les cancers ; et la promotion d'une agriculture biologique, accompagné d'un 'système de bonus' pour la réduction de l'usage des pesticides chimiques, afin de faciliter une alimentation plus saine. Il déclara que toutes ces politiques pouvaient être financées, et termina avec ces paroles : « Chaque bulletin peut déterminer la direction que prendra Samoa pour les cinq années à venir. Votre choix est très important car vous pouvez en bénéficier, ou bien faire abattre une malédiction sur vous-même et sur votre famille pour cinq ans. Donc votez pour le PPDH et soyez bénis ».
Quelques jours plus tard, le premier ministre cita parmi ses principales réussites et sources de fierté le fait que les Samoa n'étaient plus catégorisées par les Nations unies parmi les pays les moins avancés ; que le pays avait connu d'importantes réussites sportives, obtenant trois médailles d'or aux Jeux du Commonwealth de 2010 et remportant le IRB Sevens World Series (tournoi international de rugby à sept) ; mais surtout le fait qu'il ait initié l'abolition des sièges alloués aux élus non-matai des citoyens non-autochtones au Parlement. « Maintenant il y a l’égalité au Parlement. C’est la première fois en près de cinquante ans d’indépendance que notre parlement est pleinement samoan. C'est-à-dire, ce sont des matai qui sont élus, et il y a le suffrage universel (à 21 ans) pour les électeurs. »
Le parti Tautua Samoa promit pour sa part de se concentrer sur le coût de la vie, et de mettre fin au projet de loi du gouvernement autorisant les jeux de casino dans le pays. Il annonça qu'il abolirait la taxe sur la valeur ajoutée ; que les retraites des personnes âgées seraient revalorisées ; et que les soins de santé deviendraient gratuits pour les enfants de moins de douze ans. Le parti promit aussi d'encourager le développement de l'agriculture, de faire baisser le coût de l'électricité, de développer les services de santé, de renforcer la vigilance sur l'assiduité scolaire, et de promouvoir le développement du secteur privé. Lorsqu'il lui fut demandé comment ces politiques seraient financées, notamment au vu de l'abolition proposée de la TVA, le vice-président du parti, Palusalue Fa'apo II, déclara que « Dieu nous aidera », et que le parti rechercherait un accroissement de l'aide étrangère. Il ajouta que le PPDH s'était livré à des dépenses excessives, notamment dans la construction de « nouveaux bâtiments qui surplombent tout à Apia », et que la gestion des finances publiques par un gouvernement Tautua serait transparente et responsable.

## Résultats
Le 1er mars, trois jours avant le scrutin, le chef d'État, Tupua Tamasese Efi, déclara élus deux candidats du PPDH, Fonotoe Nuafesili Pierre Lauofo et le premier ministre Tuilaepa Sailele Malielegaoi, chacun étant le seul candidat dans sa circonscription. Les candidats du parti Tautua dans ces deux circonscriptions avaient en effet été disqualifiés car le chef de leurs villages respectifs refusait d'attester qu'ils avaient œuvré concrètement pour le bien de leur village.
Lors des élections du 4 mars, le Parti pour la protection des droits de l'Homme remporta trente-quatre sièges supplémentaires, soit trente-six au total, une majorité absolue. Le parti Tautua obtint douze sièges, tandis qu'un candidat sans étiquette, Tuileutu Alavaa Voi, fut élu député de la troisième circonscription de Faasaleleaga.
Va'ai Papu Vailupe, chef du parti Tautua Samoa, fut élu dans sa circonscription de Vaisigano 1, avec 43,7 % des voix. Trois ministres sortants, du PPDH, furent battus: Unasa Mesi Galo (ministre de la Justice), Safuneituuga Paga Neri (ministre des Communications) et Toomata Poese Alapati Toomata (ministre de l'Éducation).
En outre, parmi les neuf femmes candidates, deux furent élues : Fiame Naomi Mataafa et Gatoloaifaana Amataga Gidlow, toutes deux du PPDH, réélues avec 73,3 % et 16,6 % des voix respectivement dans leurs circonscriptions. Il y avait eu quatre femmes députées dans la législature précédente.
Le 14 mars, le PPDH reconduit Tuilaepa Sailele Malielegaoi à la tête du parti, et donc au poste de premier ministre, pour un quatrième mandat consécutif.
| Parti | Parti                                          | Dirigeant                                     | Circonscription du dirigeant | Résultat   | Changement par rapport à 2006                      |
| ----- | ---------------------------------------------- | --------------------------------------------- | ---------------------------- | ---------- | -------------------------------------------------- |
|       | Parti pour la Protection des Droits de l'Homme | Tuilaepa Sailele Malielegaoi Premier ministre | Lepa                         | 36 députés | +0                                                 |
|       | Tautua Samoa                                   | Va'ai Papu Vailupe Chef de l'opposition       | Vaisigano 1                  | 12 députés | +5 par rapport au Parti démocratique samoan unifié |
|       | Candidats sans étiquette                       | aucun                                         | aucun                        | 1 député   | -5                                                 |

Les candidats suivants sont élus:
| Candidat | Candidat                                | Parti  | Circonscription       | Voix | Pourcentage | Nombre d'adversaires dans la circonscription | Remarques                                                                          |
| -------- | --------------------------------------- | ------ | --------------------- | ---- | ----------- | -------------------------------------------- | ---------------------------------------------------------------------------------- |
|          | Tuisugaletaua Sofara Aveau              | PPDH   | Vaimauga Sasa'e       | 933  | 41,9 %      | 3                                            | réélu                                                                              |
|          | Lefau Harry Schuster                    | Tautua | Vaimauga Sisifo       | 1842 | 27,3 %      | 8                                            |                                                                                    |
|          | Lenata'i Victor Faafoi Tamapua          | PPDH   | Vaimauga Sisifo       | 1287 | 19,0 %      | 8                                            |                                                                                    |
|          | Aveau Nikotemo Palamo                   | Tautua | Faleata Sasae         | 746  | 45,3 %      | 3                                            |                                                                                    |
|          | Lealailepule Rimoni Aiafi               | Tautua | Faleata Sisifo        | 2215 | 61,7 %      | 1                                            | réélu                                                                              |
|          | Tuisa Tasi Patea                        | PPDH   | Sagaga Le Falefa      | 2215 | 40,4 %      | 3                                            |                                                                                    |
|          | Muagututagata Auimatagi Peter Ah Him    | PPDH   | Sagaga Le Usoga       | 813  | 41,1 %      | 2                                            | réélu                                                                              |
|          | Leaupepe Toleafoa Apulu Faafisi         | PPDH   | Aana Alofi 1          | 1197 | 26,8 %      | 4                                            | réélu                                                                              |
|          | Tuitama Talalelei Tuitama               | PPDH   | Aana Alofi 1          | 1229 | 27,5 %      | 4                                            | réélu                                                                              |
|          | Tolofuaivalelei Falemoe Leiataua        | PPDH   | Aana Alofi 2          | 580  | 54,0 %      | 2                                            | réélu                                                                              |
|          | Toeolesulusulu Cedric P. S. Schuster    | Tautua | Aana Alofi 3          | 580  | 52,0 %      | 4                                            |                                                                                    |
|          | Ifopo Matia Filisi                      | PPDH   | Aiga i le Tai         | 849  | 36,6 %      | 4                                            |                                                                                    |
|          | Taefu Lemi                              | PPDH   | Falelatai & Samatau   | 621  | 39,3 %      | 2                                            |                                                                                    |
|          | Lemamea Ropati                          | PPDH   | Lefaga & Falease'ela  | 1060 | 50,4 %      | 1                                            | réélu                                                                              |
|          | Manualesagalala Enokati Posala          | PPDH   | Safata                | 1249 | 22,2 %      | 5                                            |                                                                                    |
|          | Palusalue Faapo II                      | Tautua | Safata                | 1271 | 22,6 %      | 5                                            | réélu                                                                              |
|          | Tu'u'u Anasi'i Leota                    | PPDH   | Siumu                 | 839  | 55,1 %      | 1                                            | réélu                                                                              |
|          | Tuiloma Lameko                          | PPDH   | Falealili             | 1218 | 24,0 %      | 5                                            | réélu                                                                              |
|          | Tusa Misi Tupuola                       | PPDH   | Falealili             | 1132 | 22,3 %      | 5                                            |                                                                                    |
|          | Fiame Naomi Mataafa                     | PPDH   | Lotofaga              | 454  | 73,3 %      | 1                                            | réélue                                                                             |
|          | Tuilaepa Lupesoliai Sailele Malielegaoi | PPDH   | Lepa                  | -    | -           | 0                                            | reconduit sans élection (unique adversaire disqualifié) ; premier ministre sortant |
|          | Seuala Taua Tavaga Kitiona Seuala       | PPDH   | Aleipata Itupa i Luga | 936  | 62,4 %      | 1                                            | réélu                                                                              |

à compléter